# Aplanatus pallibandus
Aplanatus pallibandus är en insektsart som beskrevs av Cheng 1980. Aplanatus pallibandus ingår i släktet Aplanatus och familjen dvärgstritar. Inga underarter finns listade i Catalogue of Life.